# Торговля людьми в Республике Косово
Косово — страна происхождения, транзита и назначения для женщин и девочек, ставших объектами транснациональной и внутренней торговли людьми в целях коммерческой сексуальной эксплуатации.
С 2017 по 2021 год правительство выявило ряд жертв торговли людьми; большинство из них — женщины из Косово, но 60 % жертв — дети, многие из которых приехали из соседних стран (в основном из Албании). В 2017 году официальные лица отметили, что большинство жертв, с которыми они столкнулись, были девочками в возрасте до 18 лет. Более позднее исследование показало, что большинство жертв были молодыми людьми из Молдовы или Румынии.
Согласно докладу Госдепартамента США о торговле людьми за 2022 год, Косово было страной Уровня 2, который зарезервирован для «стран, правительства которых не в полной мере соответствуют минимальным стандартам TVPA, но прилагают значительные усилия для того, чтобы привести себя в соответствие с этими стандартами». В 2023 году страна сохранила свой статус Уровня 2.

## Временная администрация
После окончания Косовской войны в 1999 году Миссия ООН по делам временной администрации в Косово взяла на себя управление страной до провозглашения независимости в 2008 году. В своём докладе за 2004 год организация Amnesty International заявила, что с момента создания Миссии Косово «стало основной страной назначения для женщин и девочек, продаваемых в целях принудительной проституции». Департамент операций по поддержанию мира ООН заявил, что «миротворцы стали рассматриваться как часть проблемы торговли людьми, а не как её решение», в то время как Генеральный секретарь ООН раскритиковал страны, предоставляющие миротворческие силы, за то, что они не привлекают к ответственности своих граждан, обвиняемых в правонарушениях.

## Ответ Республики Косово
Согласно отчёту Госдепартамента США о торговле людьми за 2022 год, «правительство Косово не в полной мере соблюдает минимальные стандарты по ликвидации торговли людьми». Однако «оно прилагает значительные усилия для этого». Оно усилило усилия по обеспечению соблюдения законов и защите жертв, одновременно поддерживая усилия по предотвращению торговли людьми.